# إدموند س. كونفيرز
إدموند س. كونفيرز (بالإنجليزية: Edmund C. Converse) هو شخصية أعمال أمريكي، ولد في 7 نوفمبر 1849 في بوسطن في الولايات المتحدة، وتوفي في 4 أبريل 1921 في باسادينا في الولايات المتحدة.